# 方力脩
方力脩（1946年1月4日—），中華民國政治人物，中國國民黨籍，曾任中華民國第2屆國民大會代表、第8屆中壢市市長、中壢獅子會第32屆會長。
方力脩在朱立倫擔任桃園縣縣長任內，曾任社會局長、民政局長、桃園縣八德市代理市長以及蘆竹鄉代理鄉長，現任桃園市老人會聯合會理事長。